# زيكي سميث
زيكي سميث (بالإنجليزية: Zeke Smith)‏ هو لاعب كرة قدم أمريكية أمريكي، ولد في 29 سبتمبر 1936 في Walker Springs, Alabama ‏ في الولايات المتحدة، وتوفي في 22 يوليو 2016.